# Simeyrols
Simeyrols település Franciaországban, Dordogne megyében. Lakosainak száma 256 fő (2022. január 1.). Simeyrols Salignac-Eyvigues, Carlux, Prats-de-Carlux, Sainte-Nathalène, Pechs-de-l'Espérance és Orliaguet községekkel határos.

## Népesség
A település népessége az elmúlt években az alábbi módon változott:
| Lakosok száma | 160  | 162  | 189  | 213  | 257  | 259  | 258  | 256  | 252  | 256  |
|               | 1968 | 1982 | 1999 | 2006 | 2011 | 2015 | 2017 | 2018 | 2020 | 2022 |